# ウェットストーン (ロンドン)
ウェットストーン（Whetstone）は、ロンドンのバーネット・ロンドン特別区にある地域である。郵便番号はN20。トッテリッジの東に位置しており、しばしばトッテリッジ・アンド・ウェットストーン（Totteridge & Whetstone）としてまとめられる。この地域はイギリスで63番目に豊かな領域である。